# Tzé Pakáb Primera Sección
Tzé Pakáb Primera Sección är en ort i Mexiko.   Den ligger i kommunen Tancanhuitz och delstaten San Luis Potosí, i den centrala delen av landet, 240 km norr om huvudstaden Mexico City. Tzé Pakáb Primera Sección ligger 265 meter över havet och antalet invånare är 176.
Terrängen runt Tzé Pakáb Primera Sección är lite kuperad. Runt Tzé Pakáb Primera Sección är det ganska tätbefolkat, med 124 invånare per kvadratkilometer. Närmaste större samhälle är Villa Terrazas, 17,0 km söder om Tzé Pakáb Primera Sección. I omgivningarna runt Tzé Pakáb Primera Sección växer huvudsakligen savannskog.